# Putuo Shan
Der Putuo Shan (chinesisch 普陀山, Pinyin Pǔtuó Shān), Putuo, auch Putuoshan, ist eine Insel vor der Küste Zhejiangs in der Nähe von Shanghai in China. Sie gehört zu der Inselgruppe Zhoushan. Putuo ist ein wichtiger Ort für den chinesischen Buddhismus und steht in Verbindung mit Guanyin, die der berühmteste Bodhisattva Chinas ist.  
Der Name Putuo Shan bedeutet so viel wie „Berg Potala“, der in der buddhistischen Überlieferung als Sitz des Bodhisattvas Avalokiteshvara gilt, also von Guanyin, wie der chinesische Name lautet.

## Geographie
Die Insel liegt etwa 100 km von Shanghai entfernt, jenseits der Bucht von Hangzhou. Die nächste größere Stadt mit Flughafen ist Zhoushan. Die Insel ist 12,5 Quadratkilometer groß. Die höchste Erhebung der Insel ist mit 300 Metern der Berg Foding (佛顶山). Er ist einer der vier für den Buddhismus bedeutendsten Berge Chinas.

## Geschichte
Im Jahr 863 errichtete der japanischen Mönch Egaku (慧锷) eine Statue von Guanyin bei der Chaoying-Höhle (潮音洞). Dieser Ort wurde später eine berühmte Touristenattraktion.
Früher waren japanische Truppen auf der Insel stationiert. Heute liegen um die Insel viele kleinere Kanonenboote der chinesischen Armee vor Anker.

## Sehenswürdigkeiten
Zu den Sehenswürdigkeiten gehören neben der 20 Meter großen Guanyin-Statue über 20 Tempel, insbesondere der Puji-Tempel (普济禅寺), der Fayu-Tempel (法雨禅寺), der Huiji-Tempel (慧济禅寺) und der Zhengfa-Tempel (正法讲寺).

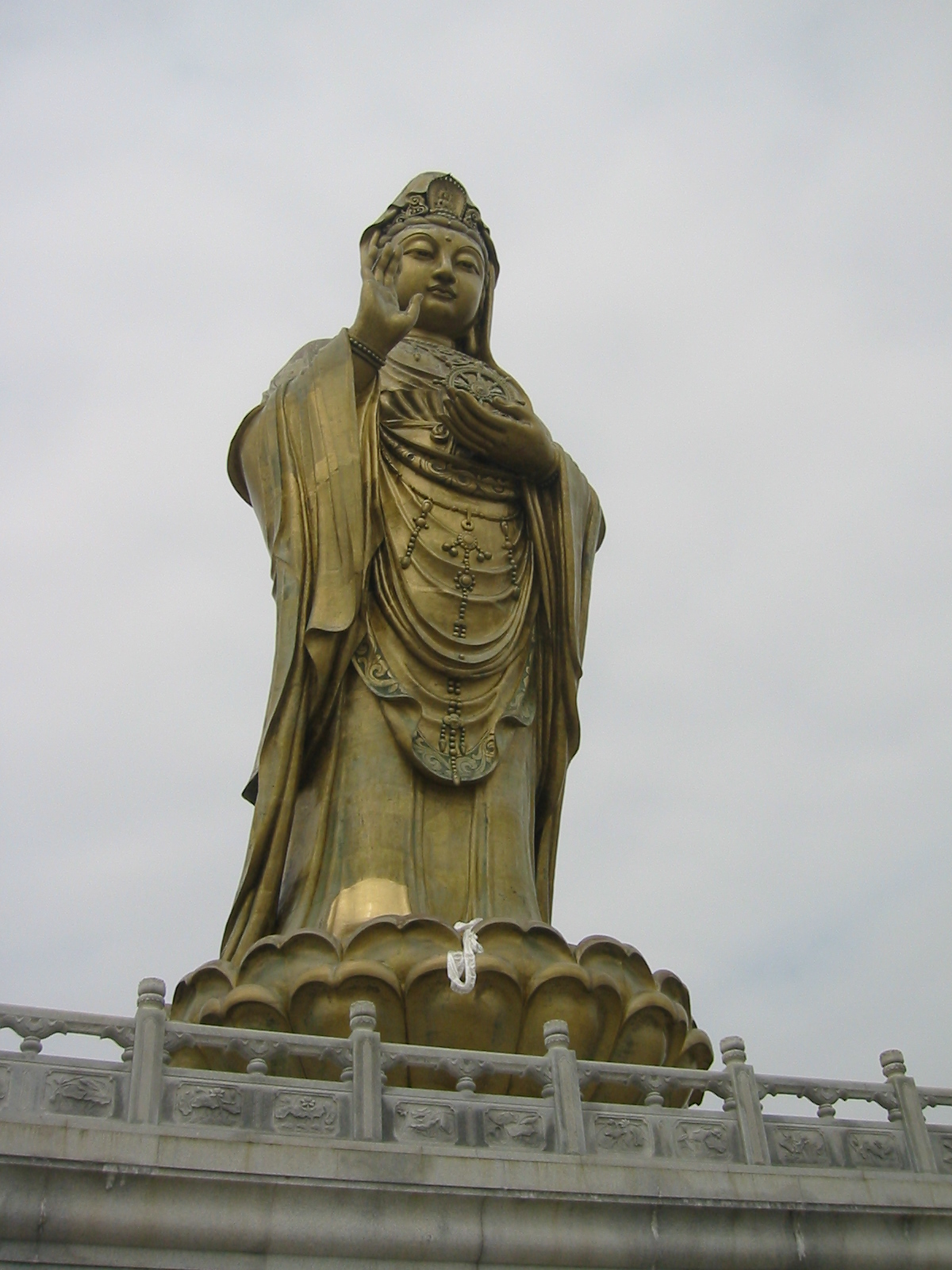
Statue der Guanyin auf dem Putuoshan